# نيد غارفين
نيد غارفين (بالإنجليزية: Ned Garvin)‏ هو لاعب كرة قاعدة أمريكي، ولد في 1874 في نافاسوتا في الولايات المتحدة، وتوفي في 16 يونيو 1908 في فريسنو في الولايات المتحدة.

## وصلات خارجية
- نيد غارفين على موقعبيزبول رفرنس.كوم (الدوري الرئيسي) (الإنجليزية)
- نيد غارفين على موقعبيزبول رفرنس.كوم (الدوري الثانوي) (الإنجليزية)
- نيد غارفين على موقع مشجعي الرسوم البيانية (الإنجليزية)